# Весёлый (Новокубанский район)
Весёлый — посёлок в Новокубанском районе Краснодарского края.
Входит в состав Прикубанского сельского поселения.

## География
Улицы
- ул. Виноградная,
- ул. Зеречная,
- ул. Молодёжная,
- ул. Пенсионеров,
- ул. Первомайская,
- ул. Пионерская.

## Население
| 2002 | 2010 |
| ---- | ---- |
| 225  | ↘145 |